# Pseudoloris pyrenaicus
Pseudoloris pyrenaicus és una espècie de primat extint descrit per investigadors de l'Institut Català de Paleontologia Miquel Crusafont (ICP) a partir de les restes fòssils d'una dentadura gairebé completa trobada a Sant Jaume de Frontanyà. El seu registre tan complet, fins aleshores desconegut en la resta d'espècies de Pseudoloris estudiades, data de l'Eocè mitjà i permeté inferir un primer llinatge evolutiu en aquest gènere.
L'aspecte físic de P. pyrenaicus recorda el dels tarsers, primats prosimis de la família dels tàrsids, dels quals encara sobreviuen algunes espècies a les illes del sud-est asiàtic.
La descripció de P. pyrenaicus es basà en l'estudi d'un centenar de peces dentals, incloent-hi un fragment de mandíbula dreta que fou escollit com a holotip i es conserva a l'ICP. Aquest conjunt permeté reconstruir la dentadura gairebé completa de P. pyrenaicus, tot i que les peces provenien d'individus diferents. En la resta d'espècies conegudes, el conjunt fòssil recuperat sempre havia estat més pobre, especialment en el cas de les dents incisives, gairebé desconegudes per aquest gènere fins al descobriment de P. pyrenaicus.